# Andoje
Andoje (Andōj) é uma vila do Afeganistão, localizada na província de Badaquexão.